# Fort
Et fort er et permanent fæstningsværk der kan afgive ild til alle sider og tilsvarende tåler beskydning fra alle sider.